# Navas de Jorquera (kommunhuvudort)
Navas de Jorquera är en kommunhuvudort i Spanien.   Den ligger i provinsen Provincia de Albacete och regionen Kastilien-La Mancha, i den centrala delen av landet, 210 km sydost om huvudstaden Madrid. Navas de Jorquera ligger 709 meter över havet och antalet invånare är 517.
Terrängen runt Navas de Jorquera är platt, och sluttar söderut. Runt Navas de Jorquera är det mycket glesbefolkat, med 5 invånare per kvadratkilometer. Närmaste större samhälle är Madrigueras, 9,1 km sydväst om Navas de Jorquera. Trakten runt Navas de Jorquera består till största delen av jordbruksmark.